# Gianluigi Nuzzi
Gianluigi Nuzzi (Milano, 3 giugno 1969) è un giornalista, saggista e conduttore televisivo italiano.

## Biografia
È divenuto giornalista professionista il 29 luglio 1996. Ha collaborato per diversi quotidiani e riviste italiane tra cui Espansione, CorrierEconomia, L'Europeo, Gente Money, il Corriere della Sera. Ha lavorato a lungo a Il Giornale e a Panorama. Dal 1994 segue le più rilevanti inchieste giudiziarie italiane. Inviato del quotidiano Libero, studiò presso il liceo scientifico Pascal a Milano. Nel 1998 Nuzzi rimase coinvolto in una collisione tra il suo motorino e una Jeep in conseguenza della quale gli rimasero alcune cicatrici sul viso.
È autore del libro inchiesta Vaticano S.p.A., best seller nel 2009, tradotto in quattordici lingue. Nel 2010 realizza un altro libro inchiesta sulla 'Ndrangheta, con Claudio Antonelli, dal titolo Metastasi. Dal settembre 2010 è tra gli autori della trasmissione televisiva L'infedele, condotta da Gad Lerner. Dal 29 novembre 2011 conduce su LA7 il programma Gli intoccabili mentre dal dicembre 2012 conduce Le inchieste di Gianluigi Nuzzi sempre sullo stesso canale.
Il 26 maggio 2012, poco tempo dopo lo scoppio dello scandalo noto con il nome di Vatileaks, è uscito il suo terzo libro-inchiesta Sua Santità. Le carte segrete di Benedetto XVI, per le edizioni Chiarelettere. Questo saggio viene tradotto ed edito nel marzo 2013 anche in lingua inglese esclusivamente in formato ebook con il titolo Ratzinger was afraid (lett. "Ratzinger aveva paura"), collana AdagioEbook (Casaleggio Associati editore). Il 2 luglio 2013 Mediaset gli affida il ruolo di conduttore della trasmissione Quarto grado in onda su Rete 4 e la carica di vicedirettore della testata Videonews dopo le dimissioni di Salvo Sottile. Dal 6 giugno 2014 conduce inoltre il nuovo approfondimento Segreti e delitti, in onda in prima serata su Canale 5 per sette venerdì.
Il 4 novembre 2015 è uscito in contemporanea in diverse lingue (inglese, francese, tedesco e spagnolo) il suo quarto libro-inchiesta, terzo sul Vaticano, dal titolo Via Crucis. Da registrazioni e documenti inediti la difficile lotta di Papa Francesco per cambiare la Chiesa, sempre per le edizioni Chiarelettere. A pochi giorni dall'uscita, il libro ha suscitato varie polemiche in Vaticano, etichettate dalla stampa come una Vatileaks 2 e a seguito delle quali il Vaticano ha processato Nuzzi stesso. Nel novembre del 2017 esce il suo saggio Peccato originale su sesso, soldi e sangue in Vaticano. Il 14 marzo 2018 inizia a collaborare con il quotidiano La Verità. Il 13 giugno seguente conduce con Paolo Bonolis una puntata speciale di Avanti un altro!, intitolata An Italian Crime Story su Canale 5.
Nel 2025 nei teatri con lo spettacolo La fabbrica degli innocenti rilegge da una prospettiva diversa la strage di Erba (2006), il delitto di Garlasco (2007) e il caso di Yara Gambirasio (2010). Il 21 aprile di quello stesso conduce su Rete 4 uno speciale di Videonews per la morte di Papa Francesco.
Sempre nel 2025 ha ricevuto a Benevento il Premio Donatella Raffai (III Edizione) per la conduzione televisiva- 
Per la stagione 2025-2026 viene chiamato a condurre il nuovo programma di informazione e attualità Dentro la notizia (Videonews) in onda su Canale 5.

## Vita privata
È sposato con la giornalista Valentina Fontana, con la quale ha avuto due figli. Si professa cattolico.

## Vicende giudiziarie
- Nel 2015 Nuzzi e il collega Maurizio Belpietro vengono condannati entrambi a 10 mesi e 20 giorni in un processo che, insieme a Bernardo Caprotti di Esselunga, li vede imputati per diffamazione ai danni della società Coop Lombardia e della trasmissione L'Eredità su Rai 1.[19] Nuzzi ha usufruito della sospensione condizionale della pena e poi della prescrizione del reato[20], ma, nel giudizio di appello, insieme a Maurizio Belpietro, ha ricevuto una condanna per ricettazione[20].

- Nel 2016 è stato assolto nel processo celebrato in Vaticano dopo la pubblicazione del libro Via Crucis[21][22].

## Programmi televisivi
- Gli intoccabili (LA7, 2011-2012)
- Quarto grado (Rete 4, dal 2013)
- Segreti e delitti (Rete 4, 2014-2015, 2019)
- Avanti un altro! An Italian Crime Story (Canale 5, 2018)
- Pomeriggio Cinque (Canale 5, 2023-2025) - Opinionista
- Speciale Papa Francesco (Rete 4, 2025)
- Dentro la notizia (Canale 5, dal 2025)

## Teatro
- La fabbrica degli innocenti (2025)

## Pubblicazioni
- Vaticano S.p.A. Da un archivio segreto la verità sugli scandali finanziari e politici della Chiesa, Chiarelettere, 2009, ISBN 978-88-6190-067-7.
- Metastasi. Sangue, soldi e politica tra Nord e Sud. La nuova 'ndrangheta nella confessione di un pentito, con Claudio Antonelli, Milano, Chiarelettere, 2010, ISBN 978-88-6190-110-0.
- Sua Santità. Le carte segrete di Benedetto XVI, Milano, Chiarelettere, 2012, ISBN 978-88-6190-095-0 ((EN)  Ratzinger was afraid, Adagio ebook, Casaleggio Associati, 2013).
- Via Crucis. Da registrazioni e documenti inediti la difficile lotta di Papa Francesco per cambiare la Chiesa, Milano, Chiarelettere, 2015, ISBN 978-88-6190-804-8.
- Peccato originale. Conti segreti, verità nascoste, ricatti: il blocco di potere che ostacola la rivoluzione di Francesco, Milano, Chiarelettere, 2017, ISBN 978-88-6190-840-6.
- Giudizio universale. La battaglia finale di Papa Francesco per salvare la Chiesa dal fallimento, Milano, Chiarelettere, 2019, ISBN 978-8832961737.
- Il libro nero del Vaticano, Milano, Chiarelettere, 2020, ISBN 978-8832964059.
- I predatori (tra noi). Soldi, droga, stupri: la deriva barbarica degli italiani, Milano, Rizzoli, 2022, ISBN 9788817163095.